# Selenidera piperivora
Selenidera piperivora е вид птица от семейство Туканови (Ramphastidae).

## Разпространение
Видът е разпространен в Бразилия, Венецуела, Гвиана, Суринам и Френска Гвиана.